# Persone di cognome Rinaldi
| Questa pagina contiene informazioni ricavate automaticamente dalle voci biografiche con l'ausilio del template Bio e di un bot. L'aggiornamento è periodico e automatico e ricostruisce completamente la pagina. Se manca una persona in questa lista, sei pregato di non aggiungerla, ma accertati piuttosto che la sua voce biografica contenga il template Bio e che i dati anagrafici siano correttamente compilati. Se il template Bio manca, inseriscilo tu stesso o, in alternativa, metti l'avviso {{tmp\|Bio}} che ne segnala la mancanza. Se i dati riportati sono sbagliati, correggi direttamente la voce biografica; le modifiche saranno visibili in questa lista entro pochi giorni. Per chiarimenti vedi il progetto antroponimi. La lista contiene solo le 82 persone che sono citate nell'enciclopedia e per le quali è stato implementato correttamente il template Bio. Pagina aggiornata al 7 ago 2025. |

Questa è una lista di persone presenti nell'enciclopedia che hanno il cognome Rinaldi, suddivise per attività principale.

## Allenatori di sci alpino(1)
- Massimo Rinaldi, allenatore di sci alpino e dirigente sportivo italiano (Bormio, n. 1965)

## Architetti(1)
- Antonio Rinaldi, architetto italiano (Palermo, n. 1709 - Roma, † 1794)

## Attori(3)
- Giuseppe Rinaldi, attore, doppiatore e direttore del doppiaggio italiano (Roma, n. 1919 - Roma, † 2007)
- Renzo Rinaldi, attore italiano (Viareggio, n. 1941 - Roma, † 2004)
- Rinaldo Rinaldi, attore italiano

## Attrici(5)
- Bianca Rinaldi, attrice brasiliana (San Paolo, n. 1974)
- Cristina Rinaldi, attrice e conduttrice televisiva italiana (Roma, n. 1966)
- Francesca Rinaldi, attrice e doppiatrice italiana (Roma, n. 1973)
- Nadia Rinaldi, attrice italiana (Roma, n. 1967)
- Paola Rinaldi, attrice italiana (Roma, n. 1959)

## Attrici pornografiche(1)
- Anita Rinaldi, attrice pornografica ungherese (Dunaújváros, n. 1974)

## Calciatori(8)
- Alessandro Rinaldi, ex calciatore italiano (Roma, n. 1974)
- Danilo Rinaldi, calciatore argentino (San Nicolás de los Arroyos, n. 1986)
- Gilmar Rinaldi, ex calciatore e procuratore sportivo brasiliano (Erechim, n. 1959)
- Giuseppe Rinaldi, calciatore italiano (Bazzano, n. 1922 - Bazzano, † 2006)
- Jorge Rinaldi, ex calciatore argentino (Buenos Aires, n. 1963)
- Matteo Rinaldi, calciatore italiano (Monte Sant'Angelo, n. 1935 - Foggia, † 2003)
- Michele Rinaldi, calciatore italiano (Manerbio, n. 1987)
- Lautaro Rinaldi, calciatore argentino (Acassuso, n. 1993)

## Calciatrici(1)
- Précillia Rinaldi, calciatrice francese (Évreux, n. 1998)

## Cantanti(2)
- Gérard Rinaldi, cantante, attore e doppiatore francese (Parigi, n. 1943 - Briis-sous-Forges, † 2012)
- Susana Rinaldi, cantante e attrice argentina (Buenos Aires, n. 1935)

## Cestisti(2)
- Rich Rinaldi, ex cestista statunitense (Poughkeepsie, n. 1949)
- Tommaso Rinaldi, ex cestista italiano (Rimini, n. 1985)

## Ciclisti su strada(1)
- Gaspard Rinaldi, ciclista su strada francese (Cannes, n. 1909 - Marsiglia, † 1978)

## Compositori(1)
- Walter Rinaldi, compositore e musicista italiano (Castrovillari, n. 1962)

## Coreografi(1)
- Antonio Rinaldi, coreografo italiano (Napoli)

## Critici letterari(1)
- Rinaldo Rinaldi, critico letterario italiano (Torino, n. 1951)

## Designer(1)
- Gastone Rinaldi, designer e calciatore italiano (Padova, n. 1920 - Padova, † 2006)

## Direttori d'orchestra(1)
- Maurizio Rinaldi, direttore d'orchestra italiano (Roma, n. 1937 - Roma, † 1995)

## Doppiatori(1)
- Massimo Rinaldi, doppiatore, direttore del doppiaggio e attore italiano (Roma, n. 1952)

## Doppiatrici(1)
- Antonella Rinaldi, doppiatrice italiana (Roma, n. 1954)

## Economiste(1)
- Azzurra Rinaldi, economista italiana (Tivoli, n. 1978)

## Fumettisti(2)
- Pino Rinaldi, fumettista italiano (Gravina in Puglia, n. 1957 - Roma, † 2018)
- Roberto Rinaldi, fumettista italiano (Milano, n. 1964)

## Giocatori di baseball(1)
- Alberto Rinaldi, ex giocatore di baseball e allenatore di baseball italiano (Bologna, n. 1946)

## Giocatori di calcio a 5(1)
- Massimo Rinaldi, ex giocatore di calcio a 5 italiano (Roma, n. 1967)

## Giornaliste(2)
- Benedetta Rinaldi, giornalista, conduttrice televisiva e conduttrice radiofonica italiana (Roma, n. 1981)
- Dina Rinaldi, giornalista italiana (Milano, n. 1921 - Roma, † 1997)

## Giornalisti(2)
- Claudio Rinaldi, giornalista italiano (Roma, n. 1946 - Roma, † 2007)
- Claudio Rinaldi, giornalista italiano (Firenze, n. 1968)

## Giuristi(1)
- Antonio Rinaldi, giurista e politico italiano (Noepoli, n. 1840 - Roma, † 1898)

## Ingegneri(1)
- Massimo Rinaldi, ingegnere e inventore italiano (Roma, n. 1929 - † 2009)

## Lottatrici(1)
- Enrica Rinaldi, lottatrice italiana (Faenza, n. 1998)

## Medici(1)
- Alberto Rinaldi, medico italiano (Cetona, n. 1869 - Cetona, † 1935)

## Mezzofondisti(1)
- Fabio Rinaldi, mezzofondista e maratoneta italiano (n. 1973)

## Militari(1)
- Rinaldo Lorenzi, militare italiano (Rivoli, n. 1913)

## Musicisti(1)
- Kaballà, musicista e cantautore italiano (Caltagirone, n. 1953)

## Orafi(1)
- Tommaso Rinaldi, orafo italiano (Modena, n. 1814 - † 1877)

## Pallavolisti(2)
- Pietro Rinaldi, ex pallavolista italiano (Roma, n. 1972)
- Tommaso Rinaldi, pallavolista italiano (Cuneo, n. 2001)

## Pattinatori di short track(1)
- Claudio Rinaldi, ex pattinatore di short track italiano (Bormio, n. 1987)

## Piloti motociclistici(3)
- Mario Rinaldi, pilota motociclistico italiano (Rovato, n. 1966)
- Michael Ruben Rinaldi, pilota motociclistico italiano (Rimini, n. 1995)
- Michele Rinaldi, pilota motociclistico italiano (Parma, n. 1959)

## Pittori(2)
- Antonio Rinaldi, pittore svizzero (Tremona, n. 1816 - Tremona, † 1875)
- Claudio Rinaldi, pittore italiano (Urbania, n. 1852)

## Poeti(2)
- Antonio Rinaldi, poeta e giornalista italiano (Potenza, n. 1914 - Firenze, † 1982)
- Cesare Rinaldi, poeta italiano (Bologna, n. 1559 - Bologna, † 1636)

## Politiche(1)
- Alfonsina Rinaldi, politica italiana (Castelnuovo Rangone, n. 1947)

## Politici(5)
- Antonio Maria Rinaldi, politico e economista italiano (Roma, n. 1955)
- Luigi Rinaldi, politico italiano (Serra Sant'Abbondio, n. 1938 - Ancona, † 2023)
- Niccolò Rinaldi, politico, scrittore e alpinista italiano (Firenze, n. 1962)
- Nicola Rinaldi, politico italiano (Ussita, n. 1914 - San Severino Marche, † 2016)
- Renato Rinaldi, politico italiano (Napoli, n. 1910)

## Presbiteri(1)
- Filippo Rinaldi, presbitero italiano (Lu, n. 1856 - Torino, † 1931)

## Pugili(1)
- Giulio Rinaldi, pugile e attore italiano (Anzio, n. 1935 - Anzio, † 2011)

## Schermitrici(1)
- Silvia Rinaldi, schermitrice italiana (Roma, n. 1977)

## Sciatori alpini(1)
- Gerry Rinaldi, sciatore alpino e dirigente sportivo canadese (Kimberley, n. 1945 - Kelowna, † 2017)

## Scrittori(1)
- Angelo Rinaldi, scrittore, critico letterario e giornalista francese (Bastia, n. 1940 - Parigi, † 2025)

## Scrittori di fantascienza(1)
- Luigi Rinaldi, scrittore di fantascienza italiano (Roma, n. 1967)

## Scrittrici(2)
- Karen Rinaldi, scrittrice e editrice statunitense (n. 1962)
- Patrizia Rinaldi, scrittrice e educatrice italiana (Napoli, n. 1960)

## Scultori(1)
- Rinaldo Rinaldi, scultore italiano (Padova, n. 1793 - Roma, † 1873)

## Sindacaliste(1)
- Rosa Rinaldi, sindacalista e politica italiana (Monte Sant'Angelo, n. 1955)

## Soprani(1)
- Margherita Rinaldi, soprano italiano (Torino, n. 1935 - Impruneta, † 2023)

## Storici(2)
- Giovanni Rinaldi, storico italiano (Cerignola, n. 1954)
- Odorico Rinaldi, storico italiano (Treviso, n. 1594 - Roma, † 1671)

## Tuffatori(2)
- Domenico Rinaldi, tuffatore italiano (Pontevico, n. 1959)
- Tommaso Rinaldi, tuffatore italiano (Roma, n. 1991)

## Vescovi cattolici(2)
- Massimo Rinaldi, vescovo cattolico e missionario italiano (Rieti, n. 1869 - Roma, † 1941)
- Salvatore Giovanni Rinaldi, vescovo cattolico italiano (Cimitile, n. 1937)